# Izaaksynagoge
De Izaaksynagoge (Pools: Synagoga Ajzyka), voorheen de Izaak Jakubowiczsynagoge, is een 17e-eeuwse synagoge in de Krakause wijk Kazimierz. Bij de bouw van deze synagoge was Kazimierz nog een zelfstandige stad.

## Geschiedenis
De synagoge is in 1638 gesticht door Izaak Jakubowicz; een Joodse bankier, koopman en ouderling van de Joodse gemeenschap in Kazimierz. Het gebedshuis is tussen 1638 en 1644 door de architect Giovanni Trevano gebouwd. Het was in die tijd de grootste en rijkste synagoges in Kazimierz. Toen de problemen rondom haar omvang en potentiële bedreiging voor christelijke buurtbewoners waren opgelost werd de synagoge in 1644 officieel geopend.
Haar Toscaanse zuilen, gewelfde plafonds en sierlijke stucwerk maakte het gebedshuis tot het uitbreken van de Tweede Wereldoorlog een belangrijke religieuze vestiging in Joods Krakau.

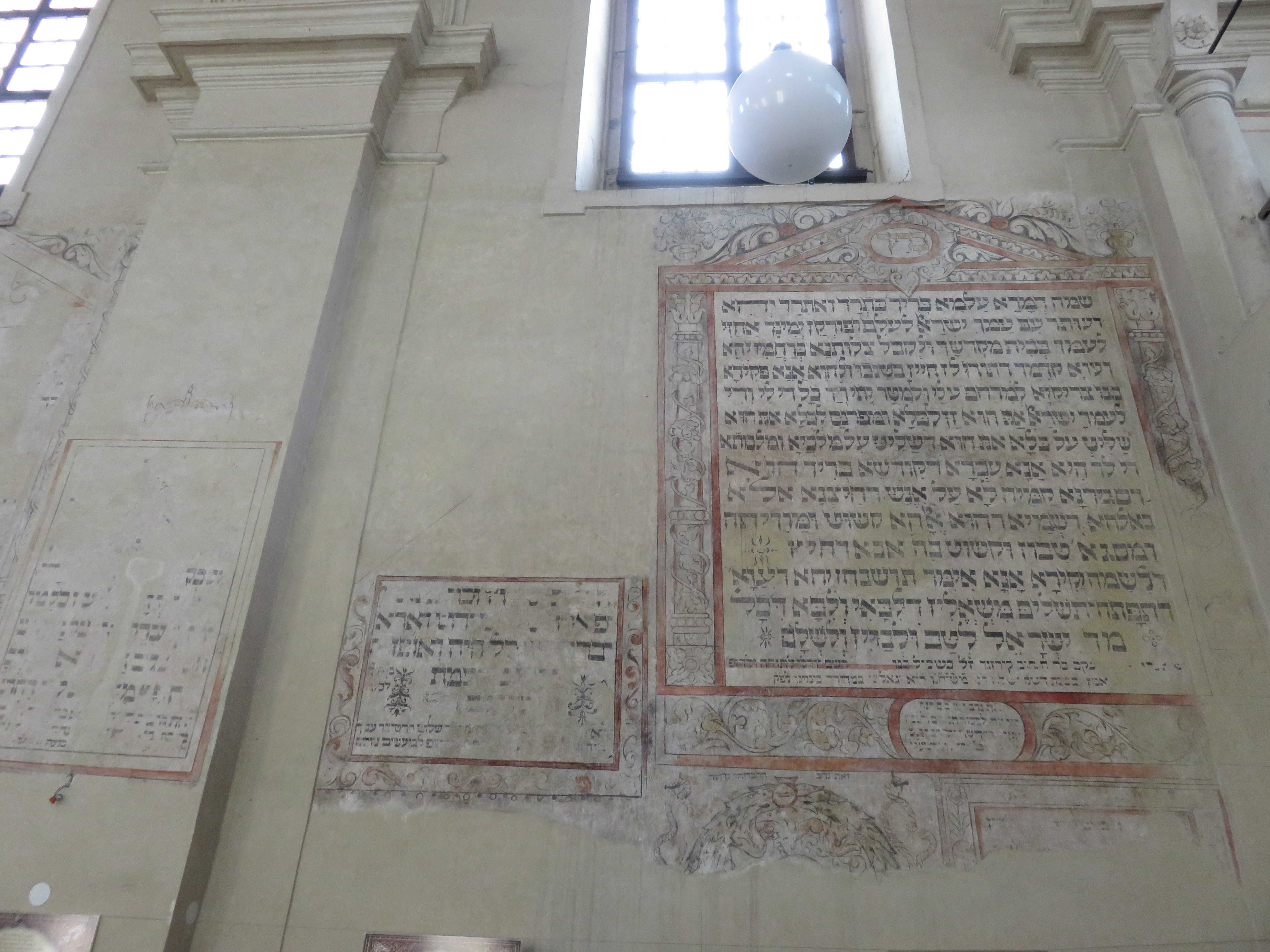
Hebreeuwse teksten op de muur

Tijdens de Poolse bezetting van Polen is de synagoge geplunderd en daarna van 1943 tot 1944 tot opslagplaats van theatrale rekwisieten gemaakt. De synagoge werd in 1946 tot katholieke kerk ingewijd, maar al in de jaren 50 door de communistische regering gesloten en overgenomen door de kunstenaarsverenigingen van Krakau. Het gebouw werd in de jaren 70 kort gebruikt als theater totdat de voormalige synagoge in een brand grote schade opliep. Restauratiewerk aan het gebouw begon in 1983 en in 1989 is de synagoge aan de Joodse gemeenschap teruggeven. Verdere restauratieprojecten gefinancierd door de stad hebben stucwerk en Hebreeuwse geschriften op de originele muren blootgelegd.
Sinds 1997 is de gedeeltelijk opgeknapte synagoge op zondag een gebedshuis en de rest van de week een bezoekers- en cultureelcentrum. Het barok pleisterwerk van Trevano op het tongewelf in het middenschip heeft de tand des tijds overleefd.
De stichter van de synagoge ligt begraven op de Oude Joodse Begraafplaats in Krakau.